# اچ‌ام‌اس دورستشایر (۴۰)
اچ‌ام‌اس دورستشایر (۴۰) (به انگلیسی: HMS Dorsetshire (40)) یک کشتی بود که طول آن ۶۳۲ فوت ۹ اینچ (۱۹۲٫۸۶ متر) بود. این کشتی در سال ۱۹۲۹ ساخته شد.